# فرودگاه شهرستان هنفرد
فرودگاه شهرستان هنفرد (به انگلیسی: Hanford Municipal Airport) یک فرودگاه همگانی بهره‌برداری هوایی است که یک باند فرود آسفالت دارد و طول باند آن ۱۵۷۷ متر است. این فرودگاه در شهر هانفورد، کالیفرنیا کشور ایالات متحده آمریکا قرار دارد و در ارتفاع ۷۴ متری از سطح دریا واقع شده‌است.